# Кнорре Федір Федорович
Кно́рре Фе́дір Фе́дорович (нар. 2 (15) квітня 1903, Санкт-Петербург, Російська імперія — 22 травня 1987, Москва, Російська РФСР) — російський радянський письменник і сценарист.

## Життєпис
Друкувався з 1926 року.
Автор сценарію українського радянського фільму «Винищувачі» (1939).
Був членом Спілки письменників СРСР з 1941 року.
Похований на Ваганьковському кладовищі у Москві.

## Фільмографія
- «Винищувачі» (1939)
- «Дочка» (1942)
- «Рита» (1957)
- «Будиночок в дюнах» (1963)
- «Рідна кров» (1963)
- «Дві сестри» (1970)
- «Солоний пес» (1973)
- «Весняна путівка» (1978)
- «Капітан Крокус» (1991) та ін.